# Coupe de la fédération soviétique de football 1990
Navigation
Édition 1989
La Coupe de la fédération soviétique 1990 est la 5e et dernière édition de la Coupe de la fédération soviétique de football. Elle se déroule entre le 28 mai et le 6 juillet 1990 et ne concerne que neuf équipes de la première division 1990.
La finale se joue le 6 juillet 1990 au stade central d'Odessa et voit la victoire du Tchernomorets Odessa aux dépens du Dniepr Dniepropetrovsk, tenant du titre.

## Format
Les seuls participants à la compétition sont neuf des treize équipes de la première division 1990.
La compétition démarre par une phase de groupes, durant laquelle les participants sont répartis en deux groupes de quatre à cinq où il s'affrontent une seule fois. À l'issue de ces matchs, les deux premiers de chaque groupe se qualifient pour la phase finale à l'issue de laquelle le vainqueur de la compétition est désigné.
Durant la phase finale, en cas d'égalité à l'issue du temps réglementaire d'une rencontre, une prolongation est jouée. Si celle-ci ne suffit pas à départager les deux équipes, le vainqueur est désigné à l'issue d'une séance de tirs au but.

## Phase de groupes
L'intégralité de la phase de groupes prend place entre le 28 mai et le 16 juin 1990. L'attribution des points suit le barème des championnats soviétiques, une victoire rapportant deux points, un match nul un seul et une défaite aucun.

### Groupe A
| Rang | Équipe                 | Pts | J | G | N | P | Bp | Bc | Diff |  | Résultats (▼ dom., ► ext.) | DNI | TCH | ARA | MET | CHA |
| ---- | ---------------------- | --- | - | - | - | - | -- | -- | ---- |  | -------------------------- | --- | --- | --- | --- | --- |
| 1    | Dniepr Dniepropetrovsk | 6   | 4 | 2 | 2 | 0 | 11 | 5  | +6   |  | Dniepr Dniepropetrovsk     |     |     | 8-3 |     | 1-0 |
| 2    | Tchernomorets Odessa   | 5   | 4 | 2 | 1 | 1 | 6  | 5  | +1   |  | Tchernomorets Odessa       | 1-1 |     | 3-2 |     |     |
| 3    | Ararat Erevan          | 4   | 4 | 2 | 0 | 2 | 11 | 11 | 0    |  | Ararat Erevan              |     |     |     | 4-0 | 2-0 |
| 4    | Metallist Kharkov      | 3   | 4 | 1 | 1 | 2 | 4  | 11 | -7   |  | Metallist Kharkov          | 1-1 | 1-0 |     |     |     |
| 5    | Chakhtior Donetsk      | 2   | 4 | 1 | 0 | 3 | 7  | 7  | 0    |  | Chakhtior Donetsk          |     | 1-2 |     | 6-2 |     |

### Groupe B
| Rang | Équipe          | Pts | J | G | N | P | Bp | Bc | Diff |  | Résultats (▼ dom., ► ext.) | ROT | DIN | PAM | CSKA |
| ---- | --------------- | --- | - | - | - | - | -- | -- | ---- |  | -------------------------- | --- | --- | --- | ---- |
| 1    | Rotor Volgograd | 4   | 3 | 2 | 0 | 1 | 8  | 5  | +3   |  | Rotor Volgograd            |     | 3-1 |     | 4-0  |
| 2    | Dinamo Minsk    | 4   | 3 | 2 | 0 | 1 | 5  | 3  | +2   |  | Dinamo Minsk               |     |     | 2-0 |      |
| 3    | Pamir Douchanbé | 3   | 3 | 1 | 1 | 1 | 5  | 4  | +1   |  | Pamir Douchanbé            | 4-1 |     |     |      |
| 4    | CSKA Moscou     | 1   | 3 | 0 | 1 | 2 | 1  | 7  | -6   |  | CSKA Moscou                |     | 0-2 | 1-1 |      |

## Phase finale

### Demi-finales
Les rencontres de ce tour sont jouées le 28 juin 1990.
| Date         | Domicile               | Score | Extérieur            |
| ------------ | ---------------------- | ----- | -------------------- |
| 28 juin 1990 | Rotor Volgograd        | 0 - 1 | Tchernomorets Odessa |
| 28 juin 1990 | Dniepr Dniepropetrovsk | 1 - 0 | Dinamo Minsk         |

### Finale
| Titulaires :      |                         |     |
|                   |                         |     |
|                   | Viktor Grichko (en)     | 87e |
|                   | Sergueï Kouznetsov (en) |     |
|                   | Iouri Chelepnitski (en) | 46e |
|                   | Vassili Ichtchak (en)   |     |
|                   | Sergueï Poutchkov (en)  |     |
|                   | Aleksandr Spitsyne (ru) | 85e |
|                   | Ilya Tsymbalar          | 85e |
|                   | Ivan Getsko (en)        | 75e |
|                   | Oleg Imrekov (en)       |     |
|                   | Georgi Kondratiev       |     |
|                   | Igor Saveliev (ru)      |     |
|                   |                         |     |
| Remplaçants :     |                         |     |
|                   | Iouri Koulich (en)      | 46e |
|                   | Iouri Nikiforov         | 75e |
|                   | Sergueï Goussiev        | 85e |
|                   | Sergueï Tretiak (en)    | 85e |
|                   | Igor Krapivkine         | 87e |
|                   |                         |     |
| Entraîneur :      |                         |     |
| Viktor Prokopenko |                         |     |

| Titulaires :                |                             |     |
|                             |                             |     |
|                             | Valeri Gorodov (en)         |     |
|                             | Andreï Ioudine (en)         | 65e |
|                             | Vladimir Gerachtchenko (en) |     |
|                             | Andreï Sidelnikov (en)      |     |
|                             | Vadim Tichtchenko           |     |
|                             | Nikolaï Koudritski (en)     |     |
|                             | Vladimir Bagmout (en)       |     |
|                             | Evgueni Iarovenko           |     |
|                             | Eduard Son (en)             | 75e |
|                             | Aleksandr Jidkov (en)       | 46e |
|                             | Sergueï Bejenar (en)        | 68e |
|                             |                             |     |
| Remplaçants :               |                             |     |
|                             | Alekseï Sasko (ru)          | 46e |
|                             | Valentin Moskvine (en)      | 65e |
|                             | Sergueï Soloviov (ru)       | 68e |
|                             | Iouri Goudimenko            | 75e |
|                             |                             |     |
| Entraîneur :                |                             |     |
| Ievgueni Koutcherevski (en) |                             |     |

| Titulaires :      |                         |     |
|                   |                         |     |
|                   | Viktor Grichko (en)     | 87e |
|                   | Sergueï Kouznetsov (en) |     |
|                   | Iouri Chelepnitski (en) | 46e |
|                   | Vassili Ichtchak (en)   |     |
|                   | Sergueï Poutchkov (en)  |     |
|                   | Aleksandr Spitsyne (ru) | 85e |
|                   | Ilya Tsymbalar          | 85e |
|                   | Ivan Getsko (en)        | 75e |
|                   | Oleg Imrekov (en)       |     |
|                   | Georgi Kondratiev       |     |
|                   | Igor Saveliev (ru)      |     |
|                   |                         |     |
| Remplaçants :     |                         |     |
|                   | Iouri Koulich (en)      | 46e |
|                   | Iouri Nikiforov         | 75e |
|                   | Sergueï Goussiev        | 85e |
|                   | Sergueï Tretiak (en)    | 85e |
|                   | Igor Krapivkine         | 87e |
|                   |                         |     |
| Entraîneur :      |                         |     |
| Viktor Prokopenko |                         |     |

| Titulaires :                |                             |     |
|                             |                             |     |
|                             | Valeri Gorodov (en)         |     |
|                             | Andreï Ioudine (en)         | 65e |
|                             | Vladimir Gerachtchenko (en) |     |
|                             | Andreï Sidelnikov (en)      |     |
|                             | Vadim Tichtchenko           |     |
|                             | Nikolaï Koudritski (en)     |     |
|                             | Vladimir Bagmout (en)       |     |
|                             | Evgueni Iarovenko           |     |
|                             | Eduard Son (en)             | 75e |
|                             | Aleksandr Jidkov (en)       | 46e |
|                             | Sergueï Bejenar (en)        | 68e |
|                             |                             |     |
| Remplaçants :               |                             |     |
|                             | Alekseï Sasko (ru)          | 46e |
|                             | Valentin Moskvine (en)      | 65e |
|                             | Sergueï Soloviov (ru)       | 68e |
|                             | Iouri Goudimenko            | 75e |
|                             |                             |     |
| Entraîneur :                |                             |     |
| Ievgueni Koutcherevski (en) |                             |     |